# Pocket Gear
La Pocket Gear est une réédition de la console de jeux portable Game Gear sous un format plus léger et sans cartouche. Cette console fabriquée par Mediatronic est sortie au cours de l'année 2006.
La console est également commercialisée aux États-Unis sous le nom de Coleco Sonic, et au Canada sous le nom de PlayPal.

## Différences avec la Game Gear
- Contrairement à la Game Gear, la Pocket Gear ne possède pas de slot pour cartouches. Tous les jeux sont intégrés dans la console.
- Le design a été réactualisé, mais la disposition des boutons reste globalement la même.
- Le contraste n'est pas réglable, ce qui n'est pas gênant en soi car l'écran offre par défaut une très bonne visibilité.
- La molette de réglage du son est remplacée par deux boutons + et - .
- Un bouton supplémentaire a été ajouté pour accéder à la liste des jeux.
- Grâce aux composants électroniques nouvelle génération, la consommation a été revue à la baisse et ne nécessite qu'une alimentation de 5 volts ou 3 piles types AAA (contre 9 volts secteur ou 6 piles AA sur la console originale).

## Liste des jeux (intégrés)
Les jeux fournis avec la console proviennent à la fois des catalogues de jeux Game Gear et Master System, et uniquement chez Sega (pour des raisons évidentes de copyright).
- Bomber Raid
- Columns
- Ecco II Tides of Time
- Sonic Drift 2
- Sonic Triple Trouble
- Super Columns
- Alex Kidd in High-Tech World
- Alex Kidd in Miracle World
- Altered Beast
- Assault City
- Astro Warrior
- Aztec Adventure
- Global Defense
- Fantasy Zone
- Fantasy Zone: The Maze
- Kung Fu Kid
- Penguin Land
- The Ninja
- Quartet
- Snail Maze

## Caractéristiques techniques
Caractéristiques techniques :
- Nombre de couleurs : 32 couleurs sur une palette de 4096
- Écran : LCD 2,4 pouces rétro-éclairé à matrice active
- Son : mono
- Alimentation : 3 piles AAA ou adaptateur secteur 5 volts.